# Croce della libertà e solidarietà
La Croce della libertà e solidarietà (in polacco: Krzyż Wolności i Solidarności) è un'onorificenza statale polacca istituita il 5 agosto 2010 dalla Repubblica Polacca.